# SN 2000au
SN 2000au – supernowa typu II odkryta 28 marca 2000 roku w galaktyce M+08-15-14. W momencie odkrycia miała maksymalną jasność 17,90m.